# Audiolab
Audiolab è un produttore britannico di prodotti Hi-Fi.

## Storia
Audiolab fu fondata da Philip Swift e Derek Scotland nel 1983. Si conobbero da studenti all'Imperial College, e condivisero la frustrazione per il costo elevato dei prodotti hi-fi dell'epoca, oltre che per il difficile utilizzo. Il primo prodotto fu l'amplificatore integrato 8000A, seguito dal preamplificatore 8000C e dall'amplificatore finale 8000P. Con l'espandersi della attività, svilupparono lettori CD, transports, sintonizzatori e convertitori DAC. Audiolab fu acquisita da TAG McLaren nel 1998. La TAG McLaren Audio enterprise, soffrendo per le avverse condizioni economiche dell'inizio degli anni 2000, annunciò la cessazione dello sviluppo verso la metà del 2003, seguita da una ristrutturazione.
L'azienda fu ceduta alla International Audio Group di Shenzhen, già detentrice di altri marchi come Quad, Mission, Wharfedale e Castle Acoustics. Solo nel 2005 Audiolab riemerse sotto la guida del progettista Nick Clarke, con una nuova gamma di prodotti. Audiolab ha prodotto recentemente la serie 8200, al posto della 8000. I nuovi apparecchi accettano input digitali da computer e altre sorgenti.
Il 8200CD è stato il primo prodotto del nuovo corso, seguito da 8200CDQ, che fu annunciato nel 2010 all'Hi-End Show a Monaco di Baviera. La nuova serie è disegnata da John A. Westlake. Il lettore 8200CD è stato votato Product of the Year 2010 da What Hi-Fi? Sound and Vision.
Audiolab è venduto come "Camtech" nei Paesi Bassi.

## Premi
Audiolab 8200CD progettato da John A. Westlake - Product of the Year 2010 da What Hi-Fi? Sound and Vision.
Audiolab 8200CD ha vinto il Product of the year award per CD player dalla rivista What Hi-Fi? Sound and Vision magazine nel 2011.
Audiolab MDAC ha vinto il Product of the Year per DAC (Digital to analogue converters) nel 2011 da What Hi-Fi? Sound and Vision magazine.